# Hierocles (wagenmenner)
Hierocles was een Carische slaaf, later een wagenmenner uit de tweede en derde eeuw na Christus.
Hij had waarschijnlijk een, al dan niet amoureuze, relatie met de jonge Romeinse keizer Heliogabalus. Hij werd opgenomen in diens hof en zou de macht zo naar zich toetrekken dat eenieder naar hem toekwam om te dingen naar de gunsten van de keizer in plaats van naar de keizer zelf. Hij verkocht als het ware de gunsten van de keizer.
Hij werd bij een opstand van soldaten om het het leven gebracht, kort na de dood van Heliogabalus zelf (222).

## Antieke bronnen
- Cass. Dio, LXXX 15-16, 19, 21.
- Lamprid., Elagab. 6, 15. (Historia Augusta)

## Referentie
- E.H. Bunbury, art. Hierocles, historical (4), in W. Smith, A Dictionary of Greek and Roman Biography and Mythology, Londen, 1870, II, p. 452.